# Grady Avenell
Grady Avenell (25 décembre 1972 à Sacramento) est un musicien américain de metalcore. Il forma avec Jeff Irwin, Mike Martin et Wayne Morse le groupe Will Haven où il tenait le poste de chanteur ou plutôt screamer.
Connu pour son travail avec différents artistes tels que Soulfly, Far ou Deftones.
Son style vocal est un mélange de hurlements graveleux et grognements très intensifs qui ont fait de lui une influence majeure dans tous les mouvements post-metal ou hardcore, si bien qu'avec lui la violence, l'agressivité et la brutalité vocale monte d'un cran dans le paysage Métal de la fin des années 1990.
En 1997 Will Haven marquait les esprits avec El Diablo, reconnu par certains, dont Max Cavalera et Chino Moreno comme l'album le plus excitant de l'année. Peu après le disque est élu "meilleur album de l'année 1997" par les collèges radios américains. Grady Avenell tape vocalement dans un style à la Vision of Disorder ou Strife qui sont proches des mouvements hardcore, alors que l'ossature Will Haven est plutôt axé metal voire nu metal pour l'époque. D'où la difficulté pour certains de labeliser le groupe. I'Ve Seen My Fate et son rythme binaire (rare chez Will Haven) est le morceau le plus connu du groupe malgré les If She Could Speak de WHVN et Carpe Diem du bien nommé Carpe Diem.
En 2003, pour se consacrer à sa famille et reprendre ses études, Grady Avenell met fin à 8 années de collaboration avec Will Haven avant de revenir en 2006 pour quelques concerts puis finalement laisser la place de frontman à Jeff Jaworski de Red Tape dès 2007.
En 2007 peut-être des problèmes financiers et de temps par rapport à sa famille ont eu raison de son engagement avec le groupe.
En 2011, c'est le retour de Grady derrière le micro avec un nouvel album qui sort en octobre de la même année, ainsi qu'un autre qui devrait être enregistré dans la foulée.
Le titre "Mida's Secret" est disponible à l'écoute sur la page facebook du groupe.

## Disques avec Will Haven
- 1996 : Will Haven
- 1997 : El Diablo
- 1999 : WHVN
- 2001 : Carpe Diem
- 2003 : Foreign Films
- 2011 : Voir Dire

## Apparitions
- Pain - Soulfly
- 9 miles - Far
- The Regulator - Tribute to Bad Brains
- Do They Know It's Christmas? - Deftones